# Gobernación de Vítebsk
La gobernación de Vítebsk (en ruso: Витебская губерния, romanizado: Vitebskaya guberniya) era una unidad administrativa (gobernación) del Imperio ruso, con capital en Vítebsk. Fue establecida en 1802 a partir de la gobernación de Bielorrusia y existió hasta 1924. Hoy la mayoría del área pertenece a Bielorrusia, el noroeste de Letonia y la parte nororiental de los óblasts de Pskov y Smolensk de Rusia.

## Historia
En 1772, a raíz de la primera partición de Polonia, el voivodato de Livonia y Bielorrusia oriental fueron anexados por Rusia. Para acomodar estas áreas, se creó la gobernación de Pskov. Esté probó ser demasiado grande para su gestión, y en 1776  fue dividido en las de Pskov y Pólatsk. En 1778, la gobernación de Pólotsk fue transformada en el virreinato de Pólotsk. En 1793, sucedió la segunda partición de Polonia, y ello resultó en la expansión del virreinato. En 1796, los virreinatos fueron abolidos. En particular,  los virreinatos de Pólotsk y Maguilov fueron fusionados en la gobernación de Bielorrusia. El 27 de febrero de 1802 Bielorrusia fue dividida entre las gobernaciones de Vítebsk y Maguilov.
La gobernación constó de 12 uyezds.
El 31 de diciembre de 1917, tres uyezds poblados mayoritariamente por letones y conocidos como Latgale, fueron transferidos a la gobernación de Livonia, deviniendo una parte de la autonomía soviética letona de Iskolat. Tras la guerra letona de independencia, en 1920 el área se convirtió en parte  de la República de Letonia bajo el tratado de paz letón-soviético. Después de 1919, el resto de la gobernación de Vítebsk pasó a la República Socialista Federativa Soviética de Rusia.
En 1924 la gobernación de Vítebsk fue abolida. La mayoría de ella pasó a la República Socialista Soviética de Bielorrusia. Tres uyezds fueron transferidos a la gobernación de Pskov.